# Hubbell (Michigan)
Hubbell – jednostka osadnicza w Stanach Zjednoczonych, w stanie Michigan, w hrabstwie Houghton.